# Р-12
Р-12 (индекс ГРАУ — 8К63, по классификации МО США и НАТО — SS-4 Sandal (с англ. — «Сандаловое дерево»)) — советская жидкостная одноступенчатая баллистическая ракета средней дальности (БРСД) наземного базирования.
Головной разработчик — ОКБ-586 под руководством М. К. Янгеля, ведущий конструктор — В. В. Грачев. Принята на вооружение в 1959 году.
В 1964 году на вооружение была принята ракета Р-12У (индекс 8К63У) с шахтным базированием в стартовом комплексе группового старта 8П763 «Двина».

## Технические особенности
Ракетный комплекс с БРСД Р-12 был первым комплексом стратегического назначения, использующим хранимые компоненты топлива и полностью автономную систему управления. В состав системы управления впервые были включены устройства нормальной и боковой стабилизации центра масс.
Преемственность как технологической оснастки, так и части оборудования от ракеты Р-5 предопределила такой же диаметр баков — 1652 миллиметра, как у предшественниц (этот размер унаследован ещё от Фау-2/А-4), но четырёхкамерный ЖРД РД-214 (8Д59) разработки В. П. Глушко имел больший диаметр, чем однокамерные РД-101..103, вследствие чего двигательный отсек прикрыт расширяющейся конической юбкой, одновременно являвшейся стабилизатором, обеспечивающим дополнительный запас аэродинамической устойчивости на активном участке траектории. Стабилизирующий аэродинамический момент создавался смещением центра масс ракеты вперед и действием юбки корпуса и аэродинамических стабилизаторов, обеспечивавшим смещение центра давления назад.
Ввиду бо́льшей плотности азотнокислотного окислителя бак для его хранения размещался в передней части корпуса, перед приборным отсеком, и имел промежуточное днище. Сначала расходовался окислитель из нижней половины бака, затем — из верхней, что и обеспечивало смещение центра масс ракеты вперед. Это решение позволило уменьшить аэродинамическую неустойчивость ракеты на атмосферном участке полёта, что сократило потери тяги на управление вектором тяги по тангажу и рысканию, осуществлявшееся четырьмя (по одному на каждое сопло камер двигателя) графитовыми газодинамическими рулями. Многокамерная конструкция двигателя обеспечивала управление по крену теми же газодинамическими рулями, созданием управляющего момента разнонаправленным поворотом рулей на противоположных соплах.

## Использование
15 мая 1960 года Р-12 встала на боевое дежурство в четырёх полках, дислоцированных в Белоруссии и Латвии.
По нормативам, во избежание поражения сразу двух ракет в случае ядерного удара, позиции Р-12 должны были быть разнесены на несколько десятков километров (от 20 до 40).
Одной из дивизий, вооружённых Р-12, была 24-я гвардейская ракетная дивизия, созданная на базе первой бригады особого назначения РВГК, которая в годы Второй мировой войны, как 92-й гвардейский Гомельский орденов Суворова, Кутузова и Богдана Хмельницкого минометный полк, прошла боевой путь от Сталинграда до Берлина, работала в непосредственном контакте с С. П. Королёвым, принимала участие в испытаниях первой советской (трофейной) ракеты Р-1 на полигоне Капустин Яр.
В августе-сентябре 1961 года было проведено учение «Роза», включавшее пуски ракет Р-12 с боевыми штатными термоядерными боеголовками со стартовых позиций в районе г. Лабытнанги Салехард (Северный Урал) по Новоземельскому полигону.
Три ракетных полка, вооружённых Р-12, вместе с личным составом двух полков Р-14 (сами Р-14 из-за блокады Кубы Соединёнными Штатами доставлены не были), были размещены на Кубе в 1962 году в рамках операции «Анадырь», как ответ на аналогичное размещение американских ракет возле границ СССР, что вызвало знаменитый Карибский кризис, приведший мир на грань ядерной войны.

## Р-12У
В целях повышения стойкости ракеты к поражающим факторам ядерного взрыва было принято решение о разработке модификации Р-12 для шахтной пусковой установки. 2 сентября 1959 года на полигоне Капустин Яр, впервые в мире, ракета стартовала из ШПУ.
Первыми на боевое дежурство с ракетным комплексом с ракетой Р-12У заступил в январе 1963 года (ещё до официального приёма РК на вооружение) 3-й ракетный дивизион 79 рп (г. Плунге),
15 июля 1963 года, одновременно с Р-14У и Р-16У, на вооружение была принята ракета Р-12У (индекс 8К63У) шахтного базирования (РК «Двина»).
Часть ракет 8К63У применялись в комплексах наземного базирования. Учебная ракета имела обозначение 8К63Уч, ракета для проведения тренировок по заправке компонентами ракетного топлива — 8К63Д.
Шахтная ракета отличалась от предыдущего образца отсутствием промежуточного днища в баке окислителя и некоторыми незначительными изменениями конструкции — в шахте нет ветровых нагрузок, что позволило облегчить баки и сухие отсеки ракеты и отказаться от стабилизаторов.
С 1976 года ракеты Р-12 и Р-12У начали сниматься с вооружения и заменяться на подвижные грунтовые комплексы «Пионер». В соответствии с советско-американским договором о РСМД от 7 декабря 1987 года ракеты типа Р-12 подлежали уничтожению. Они были сняты с вооружения в июне 1989 года, и в период по 21 мая 1990 года на базе Лесная в Белоруссии были уничтожены 149 ракет (до этого 65 из них находились на боевом дежурстве, а остальные на арсеналах РВСН).

## Ракета-носитель
Работы по проекту использования Р-12 в качестве космической ракеты-носителя для запуска малых ИСЗ военного назначения, начались в 1957 году ещё до выхода её на лётные испытания. К осени 1961 года эти работы вышли на стадию натурных испытаний. В результате были созданы двухступенчатые лёгкие космические носители серии «Космос» с индексами 63С1 и 11К63, в которых Р-12 являлась первой ступенью. Запускались эти носители из переделанных шахт ракет Р-12У (на полигонах «Капустин Яр» и «Плесецк»).
Всего в период с 1962 по 1977 год было произведено 165 пусков этих ракет-носителей, в том числе 37 запусков 63С1 и 128 — 11К63), 143 запуска закончились успешным выводом ИСЗ серий «Космос» (с 16 марта 1962 года) и «Интеркосмос» (с 14 октября 1969 года).
Кроме того, Р-12 использовалась в интересах отработки конструкций ракетопланов и космопланов разрабатывавшихся в конце 1950-х — начале 1960-х годов ОКБ-52 В. Н. Челомея (сейчас НПО машиностроения). Так, в 1961—1963 годах с помощью Р-12 было выполнено 12 суборбитальных пусков масштабных моделей ракетопланов МП-1 и М-12 для испытаний конструкций маневрирующих спутников разведки и инспекции космических объектов противника, представлявших собой конические гиперзвуковые аппараты, имеющие аэродинамические поверхности управления (на атмосферном участке спуска).

## Перечень машин и агрегатов наземного оборудования, входящих в состав ракетного комплекса с ракетой Р-12
| Условное обозначение | Наименование                                 |
| -------------------- | -------------------------------------------- |
| 8У217                | — пусковой стол                              |
| 8У210                | — установщик                                 |
| 8Т115                | — транспортировочная тележка                 |
| 8Т318                | — стыковочная машина                         |
| 8Т25 (8Т26)          | — кран для перегрузки ракет                  |
| 8Г112                | — заправщик горючего                         |
| 8Г113                | — заправщик окислителя                       |
| 8Г131                | — цистерна окислителя                        |
| 8Г210                | — подогреватель-заправщик пероксида водорода |
| 8Т325                | — автомобиль ЗИП двигательного отделения     |
| 8ТЗЗО                | — автомобиль ЗИП стартового отделения        |
| 8Т116                | — автовышка                                  |
| 8Ш21                 | — комплект приборов наведения                |
| 8ГЗЗ                 | — передвижная компрессорная станция          |
| 8Г11                 | — автоцистерна для пероксида водорода        |
| 8Г27                 | — подогреватель воздуха                      |
| 8Т311                | — обмывочно-нейтрализационная машина         |
| 8Ш31                 | — фотоэлектронный индикатор влажности ДДН-1  |
| 8Ю12                 | — палатка технической позиции                |
| 8Н112                | — машина автономных испытаний                |
| 8Н113                | — машина горизонтальных испытаний            |
| 8Н213                | — машина подготовки                          |
| 8Н214                | — электропреобразовательный агрегат          |
| 8Н221                | — машина № 1 с кабелями                      |
| 8Н222                | — машина № 2 с кабелями                      |
| 8Н217                | — машина обогрева ГЧ                         |
| 8Н218                | — машина с кабелями тех.позиции              |
| 8Т310                | — машина с принадлежностями тех.позиции      |
| 8Т348                | — машина ЗИП электроогневого отделения       |
| ЭСД-20-ВС/400        | — дизельная электростанция мощностью 20 кВт  |
| ЭСД-50-ВС/400        | — дизельная электростанция мощностью 50 кВт  |
| 8Г016                | — пульты заправки                            |

## Тактико-технические характеристики
- Горючее: ТМ-185 (смесь углеводородов, близкая к скипидару).
- Рабочая жидкость: продукт 030 (80 % пероксид водорода).
- Окислитель: АК-27И
- Пусковое горючее — ТГ-02
- Диаметр корпуса: 1652 мм, по стабилизаторам 2652 мм
- Длина (с ГЧ): 22768 мм[5]
- Стартовая масса ракеты: 41920 кг
- Дальность стрельбы: 2080 км
- Забрасываемый вес: 1400—1600 кг
- Головная часть: термоядерная, моноблочная
  - Мощность ГЧ: 1 Мт или 2,3 Мт

## Сравнительная характеристика
| Общие сведения и основные тактико-технические характеристики советских баллистических ракет первого поколения                                                                                    | Общие сведения и основные тактико-технические характеристики советских баллистических ракет первого поколения | Общие сведения и основные тактико-технические характеристики советских баллистических ракет первого поколения | Общие сведения и основные тактико-технические характеристики советских баллистических ракет первого поколения | Общие сведения и основные тактико-технические характеристики советских баллистических ракет первого поколения | Общие сведения и основные тактико-технические характеристики советских баллистических ракет первого поколения | Общие сведения и основные тактико-технические характеристики советских баллистических ракет первого поколения | Общие сведения и основные тактико-технические характеристики советских баллистических ракет первого поколения | Общие сведения и основные тактико-технические характеристики советских баллистических ракет первого поколения | Общие сведения и основные тактико-технические характеристики советских баллистических ракет первого поколения |
| Наименование ракеты | Р-1 | Р-2 | Р-5М | Р-11М | Р-7А | Р-9А | Р-12 и Р-12У                                                                                                  | Р-14 и Р-14У                                                                                                  | Р-16У |
| Конструкторское бюро | ОКБ-1 | ОКБ-1 | ОКБ-1 | ОКБ-1 | ОКБ-1 | ОКБ-1 | КБ «Южное» | КБ «Южное» | КБ «Южное» |
| --- | --- | --- | --- | --- | --- | --- | --- | --- | --- |
| Генеральный конструктор | С. П. Королёв                                                                                                 | С. П. Королёв                                                                                                 | С. П. Королёв                                                                                                 | С. П. Королёв, М. К. Янгель                                                                                   | С. П. Королёв                                                                                                 | С. П. Королёв                                                                                                 | М. К. Янгель                                                                                                  | М. К. Янгель                                                                                                  | М. К. Янгель                                                                                                  |
| Организация-разработчик ЯБП и главный конструктор | | | КБ-11, Ю. Б. Харитон                                                                                          | КБ-11, Ю. Б. Харитон                                                                                          | КБ-11, С. Г. Кочарянц                                                                                         | КБ-11, С. Г. Кочарянц                                                                                         | КБ-11, С. Г. Кочарянц                                                                                         | КБ-11, С. Г. Кочарянц                                                                                         | КБ-11, С. Г. Кочарянц                                                                                         |
| Организация-разработчик заряда и главный конструктор | | | КБ-11, Ю. Б. Харитон                                                                                          | КБ-11, Ю. Б. Харитон                                                                                          | КБ-11, Е. А. Негин                                                                                            | КБ-11, Е. А. Негин                                                                                            | КБ-11, Е. А. Негин                                                                                            | КБ-11, Е. А. Негин                                                                                            | КБ-11, Е. А. Негин                                                                                            |
| Начало разработки | 10.03.1947 | 14.04.1948 | 10.04.1954 | 13.02.1953 | 02.07.1958 | 13.05.1959 | 13.08.1955 | 02.07.1958 | 30.05.1960 |
| Начало испытаний | 10.10.1948 | 25.09.1949 | 20.01.1955 | 30.12.1955 | 24.12.1959 | 09.04.1961 | 22.06.1957 | 06.06.1960 | 10.10.1961 |
| Дата принятия на вооружение | 28.11.1950 | 27.11.1951 | 21.06.1956 | 1.04.1958 | 12.09.1960 | 21.07.1965 | 04.03.1959–09.01.1964                                                                                         | 24.04.1961–09.01.1964                                                                                         | 15.07.1963 |
| Год постановки на боевое дежурство первого комплекса | не ставились                                                                                                  | не ставились                                                                                                  | 10.05.1956 | переданы в СВ в 1958                                                                                          | 01.01.1960 | 14.12.1964 | 15.05.1960 | 01.01.1962 | 05.02.1963 |
| Максимальное количество ракет, стоявших на вооружении | | | 36 | | 6 | 29 | 572 | 101 | 202 |
| Год снятия с боевого дежурства последнего комплекса | | | 1966 | | 1968 | 1976 | 1989 | 1983 | 1977 |
| Максимальная дальность, км | 270 | 600 | 1200 | 170 | 9000-9500 — тяжёлый блок; 12000-14000, 17000 — лёгкий блок                                                    | 12500-16000                                                                                                   | 2080 | 4500 | 11000–13000                                                                                                   |
| Стартовая масса, т | 13,4 | 20,4 | 29,1 | 5,4 | 276 | 80,4 | 47,1 | 86,3 | 146,6 |
| Масса полезной нагрузки, кг | 1000 | 1500 | 1350 | 600 | 3700 | 1650–2095 | 1630 | 2100 | 1475–2175 |
| Длина ракеты, м | 14,6 | 17,7 | 20,75 | 10,5 | 31,4 | 24,3 | 22,1 | 24,4 | 34,3 |
| Максимальный диаметр, м | 1,65 | 1,65 | 1,65 | 0,88 | 11,2 | 2,68 | 1,65 | 2,4 | 3,0 |
| Тип головной части | неядерная, неотделяемая                                                                                       | моноблочная, неядерная, отделяемая                                                                            | моноблочная, ядерная                                                                                          | моноблочная, ядерная                                                                                          | моноблочная, ядерная                                                                                          | моноблочная, ядерная                                                                                          | моноблочная, ядерная                                                                                          | моноблочная, ядерная                                                                                          | моноблочная, ядерная                                                                                          |
| Количество и мощность боевых блоков, Мт | | | 1×0,3 | | 1×5 | 1×5 | 1×2,3 | 1×2,3 | 1×5 |
| Стоимость серийного выстрела, тыс. руб. | | | | | | | 3040 | 5140 | |
| Источник информации: Оружие ракетно-ядерного удара. / Под ред. Ю. А. Яшина. — М.: Издательство МГТУ имени Н. Э. Баумана, 2009. — С. 23–24 — 492 с. — Тираж 1 тыс. экз. — ISBN 978-5-7038-3250-9. | | | | | | | | | |

## Развёртывание
| Развитие группировки Р-12 и Р-12У. Количество ПУ на боевом дежурстве | Развитие группировки Р-12 и Р-12У. Количество ПУ на боевом дежурстве | Развитие группировки Р-12 и Р-12У. Количество ПУ на боевом дежурстве | Развитие группировки Р-12 и Р-12У. Количество ПУ на боевом дежурстве | Развитие группировки Р-12 и Р-12У. Количество ПУ на боевом дежурстве | Развитие группировки Р-12 и Р-12У. Количество ПУ на боевом дежурстве | Развитие группировки Р-12 и Р-12У. Количество ПУ на боевом дежурстве | Развитие группировки Р-12 и Р-12У. Количество ПУ на боевом дежурстве | Развитие группировки Р-12 и Р-12У. Количество ПУ на боевом дежурстве | Развитие группировки Р-12 и Р-12У. Количество ПУ на боевом дежурстве | Развитие группировки Р-12 и Р-12У. Количество ПУ на боевом дежурстве | Развитие группировки Р-12 и Р-12У. Количество ПУ на боевом дежурстве | Развитие группировки Р-12 и Р-12У. Количество ПУ на боевом дежурстве | Развитие группировки Р-12 и Р-12У. Количество ПУ на боевом дежурстве | Развитие группировки Р-12 и Р-12У. Количество ПУ на боевом дежурстве | Развитие группировки Р-12 и Р-12У. Количество ПУ на боевом дежурстве | Развитие группировки Р-12 и Р-12У. Количество ПУ на боевом дежурстве | Развитие группировки Р-12 и Р-12У. Количество ПУ на боевом дежурстве | Развитие группировки Р-12 и Р-12У. Количество ПУ на боевом дежурстве | Развитие группировки Р-12 и Р-12У. Количество ПУ на боевом дежурстве | Развитие группировки Р-12 и Р-12У. Количество ПУ на боевом дежурстве | Развитие группировки Р-12 и Р-12У. Количество ПУ на боевом дежурстве | Развитие группировки Р-12 и Р-12У. Количество ПУ на боевом дежурстве | Развитие группировки Р-12 и Р-12У. Количество ПУ на боевом дежурстве | Развитие группировки Р-12 и Р-12У. Количество ПУ на боевом дежурстве | Развитие группировки Р-12 и Р-12У. Количество ПУ на боевом дежурстве | Развитие группировки Р-12 и Р-12У. Количество ПУ на боевом дежурстве |
|                                                                      | 1960                                                                 | 1961                                                                 | 1962                                                                 | 1963                                                                 | 1964                                                                 | 1965                                                                 | 1966                                                                 | 1967                                                                 | 1968                                                                 | 1969                                                                 | 1970                                                                 | 1971                                                                 | 1972                                                                 | 1973                                                                 | 1974                                                                 | 1975                                                                 | 1976                                                                 | 1977                                                                 | 1978                                                                 | 1979                                                                 | 1980                                                                 | 1981                                                                 | 1982                                                                 | 1983                                                                 | 1984                                                                 | 1985                                                                 |
| -------------------------------------------------------------------- | -------------------------------------------------------------------- | -------------------------------------------------------------------- | -------------------------------------------------------------------- | -------------------------------------------------------------------- | -------------------------------------------------------------------- | -------------------------------------------------------------------- | -------------------------------------------------------------------- | -------------------------------------------------------------------- | -------------------------------------------------------------------- | -------------------------------------------------------------------- | -------------------------------------------------------------------- | -------------------------------------------------------------------- | -------------------------------------------------------------------- | -------------------------------------------------------------------- | -------------------------------------------------------------------- | -------------------------------------------------------------------- | -------------------------------------------------------------------- | -------------------------------------------------------------------- | -------------------------------------------------------------------- | -------------------------------------------------------------------- | -------------------------------------------------------------------- | -------------------------------------------------------------------- | -------------------------------------------------------------------- | -------------------------------------------------------------------- | -------------------------------------------------------------------- | -------------------------------------------------------------------- |
| Р-12                                                                 | 172                                                                  | 373                                                                  | 458                                                                  | 564                                                                  | 568                                                                  | 572                                                                  | 572                                                                  | 572                                                                  | 556                                                                  | 532                                                                  | 504                                                                  | 480                                                                  | 480                                                                  | 480                                                                  | 480                                                                  | 480                                                                  | 456                                                                  | 448                                                                  | 404                                                                  | 372                                                                  | 316                                                                  | 264                                                                  | 224                                                                  | 112                                                                  | 112                                                                  | 112                                                                  |
| Всего БРСД                                                           | 208                                                                  | 426                                                                  | 522                                                                  | 654                                                                  | 636                                                                  | 693                                                                  | 677                                                                  | 673                                                                  | 656                                                                  | 628                                                                  | 593                                                                  | 567                                                                  | 567                                                                  | 567                                                                  | 567                                                                  | 567                                                                  | 561                                                                  | 578                                                                  | 576                                                                  | 573                                                                  | 567                                                                  | 586                                                                  | 591                                                                  | 490                                                                  | 508                                                                  | 517                                                                  |
| % от РКСН                                                            |                                                                      |                                                                      |                                                                      |                                                                      |                                                                      |                                                                      |                                                                      |                                                                      |                                                                      |                                                                      |                                                                      |                                                                      |                                                                      |                                                                      |                                                                      |                                                                      |                                                                      |                                                                      |                                                                      |                                                                      |                                                                      |                                                                      |                                                                      |                                                                      |                                                                      |                                                                      |

## Дислокация
- Ракетная база Плокштине, Литва
- ШПУ «Двина» в Поставах, Беларусь

### 43-я ракетная армия
В Винницкой ракетной армии (далее РА) на конец 1965 года имелось 216 ПУ Р-12 (в том числе 48 ШПУ):
- 19-я ракетная дивизия (до 1964 — г. Гайсин, Винницкой области, с 1964 — пос. Раково, г. Хмельницкий), с Р-12 на БД с 1961 по 1971 год, максимально, на конец 1965 года имелось 32 ПУ Р-12 (в том числе 8 ШПУ)
  - 429-й ракетный полк — (в/ч 54145, с 1960 — г. Тульчин, Винницкой области, с 1961 — г. Староконстантинов, Хмельницкой области) — 12 ПУ (в том числе 4 ШПУ), на БД с Р-12 с 1961 по 1968 год, на юго-западном стратегическом направлении
    - ?-й ракетный дивизион (рдн) — 4 наземных ПУ Р-12 (49°20′45″ с. ш. 27°26′35″ в. д.HGЯO), на БД с 31 декабря 1961 года по 1968 год[8]
    - ?-й рдн — 4 наземных ПУ Р-12 (49°26′23″ с. ш. 27°28′59″ в. д.HGЯO), на БД с 1 января 1961 года по 1968 год[8]
    - ?-й рдн (с 1968 по 1971, как 2-й отдельный ракетный дивизион непосредственно в составе 43 РА) — 4 ШПУ Р-12У (49°24′46″ с. ш. 27°08′49″ в. д.HGЯO), на БД с 1963 года по 1971 год[8]

  - 430-й Свирский орденов Красного знамени и Богдана Хмельницкого 2-й степени ракетный полк — (в/ч 54266, г. Ярмолинцы, Хмельницкой области) — 8 наземных ПУ, с 1961 по 1969 год
    - 1-й ракетный дивизион (рдн) — 4 наземных ПУ Р-12 (48°51′18″ с. ш. 26°42′43″ в. д.HGЯO), на БД с конца 1961 года по 1969 год[9]
    - 2-й рдн — 4 наземных ПУ Р-12 (48°55′20″ с. ш. 26°59′09″ в. д.HGЯO), на БД с конца 1961 года по 1969 год[9]

  - 431-й гвардейский Киевско-Ровенский ордена Ленина Краснознаменный орденов Суворова, Кутузова и Богдана Хмельницкого ракетный полк — (в/ч 44023, г. Бердичев, Житомирской области) — 12 наземных ПУ, с 1961 по 1984 год, с 1962 года в составе 50 рд (с 1965 в г. Высокая Печь)
    - 3-й ракетный дивизион (рдн) — 4 наземных ПУ Р-12 (50°04′45″ с. ш. 28°15′55″ в. д.HGЯO), на БД с 1961 по 1984 год[10]
    - 1-й рдн — 4 наземных ПУ Р-12 (50°10′02″ с. ш. 28°16′21″ в. д.HGЯO), на БД с 1962 по 1984 год[10]
    - 2-й рдн — 4 наземных ПУ Р-12 (50°05′42″ с. ш. 28°22′05″ в. д.HGЯO), на БД с 1963 по 1984 год[10]

  - 60-й ракетный полк (с 1972, как 60-й отдельный ракетный полк непосредственно в составе 43 РА) — (в/ч 89505, с. Пултовцы, Винницкой области) — 12 ПУ (в том числе 4 ШПУ), с 1962 по 1984 год
    - 1-й ракетный дивизион (рдн) — 4 наземных ПУ Р-12 (49°08′59″ с. ш. 28°11′55″ в. д.HGЯO), на БД с февраля 1962 по 1984 год[11]
    - 2-й рдн — 4 наземных ПУ Р-12 (49°10′15″ с. ш. 28°04′54″ в. д.HGЯO), на БД с февраля 1963 по 1984 год[11]
    - 3-й рдн — 4 ШПУ Р-12У (49°17′17″ с. ш. 28°20′19″ в. д.HGЯO), на БД с марта 1963 по 1984 год[11]
- 35-я ракетная дивизия (с 1960 — г. Прохладный, с 1961 — г. Орджоникидзе, с 1967 по 1982 — с. Октябрьское Северо-Осетинской АССР), с 1961 по 1980 год
  - 178-й ракетный полк — (в/ч 23467, г. Орджоникидзе) — 12 ПУ (в том числе 4 ШПУ), с 1962 по 1980 год
    - 1-й рдн — 4 наземных ПУ Р-12 (43°08′22″ с. ш. 44°54′50″ в. д.HGЯO), на БД с 18 апреля 1961 по 1980 год[12]
    - 2-й рдн — 4 наземных ПУ Р-12 (43°11′36″ с. ш. 44°57′45″ в. д.HGЯO), на БД с 1962 по 1980 год[12]
    - 3-й рдн — 4 ШПУ Р-12У (43°09′43″ с. ш. 45°11′15″ в. д.HGЯO), на БД с марта 1963 по 1980 год[12]

  - 479-й Померанский орденов Кутузова и Богдана Хмельницкого ракетный полк — (в/ч 33916, г. Майкоп) — 8-12 ПУ (в том числе 4 ШПУ), с 1962 по 1981 год
    - 1-й рдн — 4 наземных ПУ Р-12 (44°31′40″ с. ш. 40°00′44″ в. д.HGЯO), на БД с 12 июня 1962 по 20 июля 1981 год[13]
    - 2-й рдн — 4 наземных ПУ Р-12, на БД с конца 1962 по середину 1965 года (передислоцирован из г. Добеле, Латвийской ССР после участия в операции «Анадырь»)
    - 3-й рдн — 4 ШПУ Р-12У (44°25′42″ с. ш. 39°43′57″ в. д.HGЯO), на БД с 1962 по 1980 год[13]
- 37-я гвардейская ракетная дивизия (г. Луцк), с Р-12 на БД с 1959 по 1984 год
  - 103-й ракетный полк — (в\ч 32155, г. Червоноград) — 12 ПУ (в том числе 4 ШПУ), на БД с 1961 по 1982 год
  - 351-й ракетный полк — (в\ч 42683, г. Броды) — 12 ПУ (в том числе 4 ШПУ), на БД с 1961 по 1982 год
  - 577-й ракетный полк — (в\ч 32187, г. Луцк) — 12 наземных ПУ, на БД с 1961 по 1980 год
  - 576-й ракетный полк — (в\ч 43180, г. Луцк) — 12 ПУ (в том числе 4 ШПУ), на БД с 1961 по 1980 год
  - 615-й гвардейский ракетный полк — (в\ч 43178, г. Славута) — 8 наземных ПУ, на БД с 1961 по 1984 год

## Сохранившиеся экземпляры
- Одно из изделий было выставлено на полигоне одной из площадок г. Капустин-Яр (ныне Знаменск) в 1978 году. На данное время о судьбе этого изделия и о его местонахождении неизвестно.
- Ракета Р12 выставлена в г. Пружаны, Брестская область, Республика Беларусь
- Ракета 8К63 представлена в филиале Центрального музея РВСН в Учебном центре Военной академии РВСН им. Петра Великого в Балабаново Кал. области[14].
- Одна из ракет установлена, как памятник «ХХХ лет РВСН» на территории пгт. Власиха, М.О. — месте расположения штаба и центрального командного пункта РВСН.
- Одна из ракет установлена, как памятник «разрядке» в Северном микрорайоне г. Барановичи
- Экземпляр Р-12 выставлен в историческом комплексе Ла-Кабанья в кубинской столице Гаване.
- Экземпляр Р-12 выставлен в Музее космонавтики имени Королева в г. Житомире, Украина
- Экземпляр Р-12 выставлен в Мемориальном комплексе «Музей истории Украины во Второй мировой войне» в г. Киев
- Экземпляр Р-12 выставлена на территории ГП «ПО Южный машиностроительный завод им. А. М. Макарова» г. Днепропетровск, на площади перед зданием КБ "Южное"им.тов. Янгеля.
- Усеченный экземпляр Р-12 (вырезанная-усеченная средняя часть) выставлена на территории музея РВСН возле г.Первомайск Николаевской области.
- Экземпляр Р-12 выставлен в Государственном музее истории космонавтики имени К. Э. Циолковского в г.Калуге.
- Экземпляр Р-12 выставлен в Белоруссии на «Линии Сталина».
- Экземпляр Р-12 выставлен на плацу учебного центра поселка Мирный, Архангельская обл., РФ.